# Campeonato Paquistanês de Futebol
O Campeonato Paquistanês de Futebol, também conhecido como Premier League, é a liga paquistanesa de futebol entre clubes do Paquistão, sendo a principal competição futebolística do país.

## Clubes atuais (2018–19)
- Afghan Chaman
- Ashraf Sugar Mills
- Baloch Nushki
- Autoridade de Aviação Civil FC
- K-Electric
- Karachi Port Trust
- Khan Research Laboratories
- Muslim
- National Bank
- Força Aérea Paquistanesa
- Exército do Paquistão
- Marinha do Paquistão
- Pakistan Airlines
- Sui Southern Gas
- Sui Northern Gas
- WAPDA

## Títulos

### Campeonato Nacional do Paquistão
Campeões da PPL até 2004:
| Temporada | Campeão              | Segundo                    |
| --------- | -------------------- | -------------------------- |
| 1948      | Sindh Red            | Sindh Blue                 |
| 1950      | Balochistan Red      | Sindh                      |
| 1952      | Punjab               | NWFP                       |
| 1953      | Punjab               | NWFP Blue                  |
| 1954      | Punjab Blue          | Pakistan Railways FC       |
| 1955      | Punjab               | NWFP                       |
| 1956      | Balochistan          | Pakistan Railways White FC |
| 1957      | Punjab               | East Pakistan White        |
| 1958      | Punjab Blue          | Pakistan Railways FC       |
| 1959      | Balochistan          | East Pakistan              |
| 1960      | East Pakistan        | Karachi White              |
| 1961-62   | Dacca                | Karachi Blue               |
| 1962      | Dacca                | Karachi                    |
| 1963      | Karachi              | Pakistan Railways FC       |
| 1964-65   | Karachi              | Pakistan Railways FC       |
| 1966      | Karachi              | Pakistan Railways FC       |
| 1968      | Peshawar             | Lahore                     |
| 1969      | Pakistan Railways FC | Karachi                    |
| 1969-70   | Chittagong           | Peshawar                   |
| 1971      | PIA FC               | Karachi                    |
| 1972      | PIA FC               | Peshawar White             |
| 1973      | Karachi Yellow       | Rawalpindi                 |
| 1975 (1)  | PIA FC               | Punjab A                   |
| 1975 (2)  | Sindh Red            | Balochistan Red            |
| 1976      | PIA FC               | Pakistan Railways FC       |
| 1978      | PIA FC               | Sindh Red                  |
| 1979      | Karachi Red          | PIA FC                     |
| 1980      | Karachi Red          | Pakistan Army FC           |
| 1981      | PIA FC               | PAF FC                     |
| 1982      | HBL FC               | Pakistan Railways FC       |
| 1983      | WAPDA FC             | HBL FC                     |
| 1984      | Pakistan Railways FC | WAPDA FC                   |
| 1985      | Quetta               | PIA FC                     |
| 1986      | PAF FC               | PIA FC                     |
| 1987      | CTM FC               | KPT FC                     |
| 1989 (1)  | Punjab Red           | Pakistan Railways FC       |
| 1989 (2)  | PIA FC               | SGP FC                     |
| 1990      | Punjab Red           | PIA FC                     |
| 1991      | WAPDA FC             | HBL FC                     |
| 1992-93   | PIA FC               | Pakistan Army FC           |
| 1993-94   | Pakistan Army FC     | WAPDA FC                   |
| 1994      | CTM FC               | WAPDA FC                   |
| 1995      | Pakistan Army FC     | ABL FC                     |
| 1997 (1)  | ABL FC               | PIA FC                     |
| 1997 (2)  | PIA FC               | ABL FC                     |
| 1999      | ABL FC               | Pakistan Navy FC           |
| 2000      | ABL FC               | HBL FC                     |
| 2001      | WAPDA FC             | KRL FC                     |
| 2003      | WAPDA FC             | Pakistan Army FC           |

### Pakistan Premier League
| Temporada | Campeão          | Segundo          | Artilheiro                | Clube            | Gols |
| --------- | ---------------- | ---------------- | ------------------------- | ---------------- | ---- |
| 2004      | WAPDA FC         | Pakistan Army FC | Paquistão Arif Mehmood    | WAPDA FC         | 20   |
| 2005      | Pakistan Army FC | WAPDA FC         | Paquistão Imran Hussain   | Pakistan Army FC | 21   |
| 2006-07   | Pakistan Army FC | WAPDA FC         | Paquistão Arif Mehmood    | WAPDA FC         | -    |
| 2007-08   | WAPDA FC         | Pakistan Army FC | Paquistão Arif Mehmood    | WAPDA FC         | 21   |
| 2008      | WAPDA FC         | Pakistan Army FC | Paquistão Muhammad Rasool | KRL FC           | 22   |
| 2009      | KRL FC           | Pakistan Army FC | Paquistão Arif Mehmood    | WAPDA FC         | 20   |
| 2010      | WAPDA FC         | KRL FC           | Paquistão Arif Mehmood    | WAPDA FC         | 21   |
| 2011      | KRL FC           | Afghan FC        | Paquistão Jadeed Khan     | Afghan FC        | 22   |
| 2012-13   | KRL FC           | KESC FC          | {{PAKf} Kalim Ullah       | KRL FC           | 23   |
| 2013-14   | KRL FC           | KESC FC          | Paquistão                 |                  | -    |
| 2014-15   | KESC FC          | Pakistan Army FC | Paquistão                 |                  | -    |
| 2018-19   | KRL FC           | PAF FC           | Paquistão Ansar Abbas     | PAF FC           | 15   |